# Нова Вожойка
Нова Вожо́йка (рос. Новая Вожойка) — присілок в Якшур-Бодьїнському районі Удмуртії, Росія.
Населення — 111 осіб (2010; 105 в 2002).
Національний склад (2002):
- удмурти — 55 %
- росіяни — 40 %

## Урбаноніми[3]
- вулиці — Лісова, Нова, Ставкова, Центральна